# سيغفريد أينشتاين
سيغفريد أينشتاين (بالألمانية: Siegfried Einstein)‏ هو كاتب وشاعر ألماني، ولد في 30 نوفمبر 1919 في لاوبهايم في ألمانيا، وتوفي في 25 أبريل 1983 في مانهايم في ألمانيا.

## وصلات خارجية
- سيغفريد أينشتاين على موقع ميوزك برينز (الإنجليزية)